# Selaginella praetermissa
Selaginella praetermissa är en mosslummerväxtart som beskrevs av Arthur Hugh Garfit Alston. Selaginella praetermissa ingår i släktet mosslumrar, och familjen mosslummerväxter. Inga underarter finns listade i Catalogue of Life.